# Codex Manichaicus Coloniensis
Il Codex Manichaicus Coloniensis ovvero il Codice manicheo di Colonia è un piccolo codice su papiro (3.5 x 4.5 cm), databile al V secolo e trovato nei pressi della città di Asyūṭ (l'antica Licopoli), in Egitto. Esso contiene un testo greco che descrive la vita di Mani, il fondatore della religione del Manicheismo. La scoperta del codice ci consente di avere notizie più approfondite su questo personaggio così importante per la storia delle religioni. Il testo, che porta il titolo ambiguo "Sull'origine del suo corpo", racconta l'introduzione di Mani nella setta ebraica-cristiana degli Elcasaiti e di come gli insegnamenti del maestro si rivelarono a lui attraverso il suo spirito e un gemello celeste.
Nel testo in greco, probabilmente una traduzione dall'aramaico o dall'antico siriaco, viene citato spesso il logos, intendendo la dottrina, di Mani.  Il codice, come fanno pensare i nomi, probabilmente degli insegnanti, uno per ogni singola sezione, raccoglie testi anche anteriori all'ultima stesura.
Il papiro passato nelle mani di alcuni antiquari del Cairo alla fine è stato acquistato dall'"Institut für Altertumskunde" dell'Università di Colonia nel 1969 e nel 1970 due studiosi dell'istituto, Henrichs e Koenen, ne hanno pubblicato, in quattro articoli  sul Zeitschrift für Papyrologie und Epigraphik (1975-82) una prima edizione e relazione critica.
Nel corso del decennio successivo alla prima edizione furono apportate molte correzioni ed interpretazioni ed anche alcuni piccoli frammenti si riuscì ad associarli ed incorporli con successo nel corpo del testo.  Due nuovi convegni si tennero  a Rende in Calabria (nel 1984) ed a Cosenza (nel 1988) e una seconda edizione critica del Codex Manichaicus Coloniensis, risultato dei nuovi studi, fu quindi pubblicata nel 1988.